# Dylan Vente
Dylan Vente, né le 9 mai 1999 à Rotterdam aux Pays-Bas, est un footballeur international surinamien qui joue au poste d'avant-centre au SC Heerenveen. 

## Biographie

### En club

#### Débuts professionnels
Né à Rotterdam aux Pays-Bas, Dylan Vente est formé au Feyenoord Rotterdam, club où il arrive très jeune, en 2008. Passant par toutes les équipes de jeunes, il débute avec les pros le 13 septembre 2017, lors d'un match de Ligue des champions face à Manchester City, que son équipe perd (0-4). Quatre jours plus tard, il fait ses premiers pas en Eredivise, en remplaçant Jan-Arie van der Heijden, lors d'une défaite par un but à zéro du Feyenoord sur la pelouse du PSV Eindhoven. Le 17 décembre 2017, il fête sa première titularisation lors du derby face au Sparta Rotterdam. Match durant lequel il se fait remarquer en inscrivant son premier but et en délivrant deux passes décisives, contribuant à la large victoire de son équipe par 7 à 0.
Il est prêté au RKC Waalwijk pour la saison 2019-2020.

#### Roda JC
Le 28 janvier 2021, Dylan Vente est prêté jusqu'à la fin de la saison au Roda JC.
Vente inscrit son premier but pour Roda le 15 février 2021, contre l'Excelsior Rotterdam, en championnat. Il entre en jeu et son équipe s'impose par trois buts à un.
Le 4 août 2021, Vente s'engage définitivement au Roda JC, signant un contrat courant jusqu'en juin 2023, plus une année en option,. Auteur d'un total de 23 buts en 38 matchs lors de la saison 2021-2022, Vente termine à la quatrième place des meilleurs buteurs de deuxième division. Cela lui vaut plusieurs sollicitations de clubs étrangers.

#### Hibernians FC
Le 31 juillet 2023, Dylan Vente rejoint l'Écosse afin de s'engager en faveur de l'Hibernian FC. Il signe un contrat de trois ans, soit jusqu'en juin 2026,.
Vente s'illustre dès son premier match, le 10 août 2023, en marquant un but face au FC Lucerne, lors d'une rencontre qualificative pour la phase de groupe de la Ligue Europa Conférence 2023-2024. Titulaire, il délivre une passe décisive pour Joe Newell sur l'ouverture du score avant de marquer son but, et contribue ainsi à la victoire des siens (3-1 score final).

#### PEC Zwolle
Le 15 août 2024, Dylan Vente rejoint le PEC Zwolle sous la forme d'un prêt d'une saison.

#### SC Heerenveen
Le 21 juin 2025, Dylan Vente s’engage avec le SC Heerenveen pour une durée de quatre saisons.

### En sélection nationale
Dylan Vente évolue dans les différentes sélections de jeunes des Pays-Bas. 
Avec les moins de 17 ans, il est l'auteur d'un triplé contre la Suisse en octobre 2015. Par la suite, en 2016, il participe à la phase finale de l'Euro des -17 ans. Il commence la compétition comme titulaire et le 9 mai, en phase de groupe contre l'Italie, il délivre une passe décisive en faveur de son coéquipier Ché Nunnely, permettant à son équipe de l'emporter (0-1). Par la suite, le 12 mai, toujours en phase de groupe, il marque un but contre la Serbie, sur une passe décisive de Justin Kluivert, permettant à nouveau à son équipe de s'imposer (0-2). Les Pays-Bas s'inclinent en quart de finale face à la Suède.
Avec les moins de 20 ans, il inscrit son premier but contre l'Angleterre en septembre 2018. Il marque ensuite à nouveau contre la Pologne en octobre de la même année, délivrant également à cette occasion deux passes décisives. Il conclut l'année 2018 avec un dernier but face à l'Italie.

## Palmarès
Feyenoord Rotterdam
- Vainqueur de la Coupe des Pays-Bas en 2018
- Vainqueur de la Supercoupe des Pays-Bas en 2017 et 2018